# Wilmer Valderrama
Wilmer Valderrama (født 30. januar 1980) er en venezuelansk/amerikansk skuespiller, bedst kendt for rollen som Fez i sitcommen That '70s Show, Torres i Ncis og som programleder i MTV-serien Yo Momma.
Han var med i Punk'd, som var lavet af Ashton Kutcher, som også er en af medlemmerne I That 70's show. Lige I øjeblikket er Wilmer Valderrama i gang med at lægge stemme til hovedpersonen i Walt Disneys Handy Manny.

## Privat
Valderrama datede skuespillerene Lindsay Lohan i 2004 og Demi Lovato fra 2010-2016.